# Пам'ятник засновникам Харкова
Пам'ятник засновникам Харкова (козаку Харьку, на честь 350-річчя заснування Харкова) — монументальна споруда засновникам Харкова подарована міським головою Москви Юрієм Лужковим до дня міста. Встановлений 22 серпня 2004 року до 350-річчя з дня заснування міста. Розташований на початку проспекту Науки на розі з проспектом Незалежності. Пам'ятник виготовлений відомим московським скульптором Зурабом Церетелі. У відкритті пам'ятника брали участь міський голова Харкова Володимир Шумілкін, голова Харківської обласної державної адміністрації Євген Кушнарьов.

## Опис пам'ятника
Вершник, який сидить на коні і тримає у руці спис, щит, за плечима лук і сагайдак зі стрілами. Згідно з деяким думками одяг і зброя не відповідає часу перших поселенців і захисників Харківської фортеці.
Висота п'єдесталу (червоний граніт) — 8,5 м, кінної статуї (бронза) — близько 4 м, вага монумента понад 700 тонн.

## Цікаві факти
- Початково передбачалося, що цей пам'ятник буде присвячений козакові Харьку (Харитону), ім'я якого нібито дало назву місту. Але ця думка викликала протести у інтелігенції Харкова, бо постать ця є вигаданою і з'явилася в історіографії лише в кінці XVIII століття. Більш доречно, вважали, присвятити пам'ятник Івану Каркачу, якого згадує як засновника Харкова історик Дмитро Багалій у його роботі «Історія Харкова за 250 років його існування», отаману Івану Кривошлику, згаданому в першому перепису харківських «черкас» за 1655 рік, або полковнику Григорію Єрофійовичу Донець-Захаржевському.
- Розташування фігури коня викликало неоднозначну реакцію жителів Харкова. У народі найпрестижніші райони Харкова Шатилівку і Павлове Поле тепер називають «за дупою».
- При відкритті пам'ятника біле покривало накривали двічі. Перший раз знімали, аби на пам'ятник зміг подивитися Президент України Леонід Кучма, другий — при відкритті[3].
- Біля підніжжя пам'ятника 5 колишніх харківських мерів і один чинний замурували послання нащадкам. Металеву капсулу з нержавіючої сталі, куди поклали лист, зробили на заводі «Турбоатом» за спецзамовленням. Прочитати майбутні покоління зможуть у рік 500-річчя Харкова[3].
- Бронзова кінна статуя була відлита за рахунок бюджету міста Москви на Санкт-Петербурзькому заводі монументальних скульптур. Пам'ятник був перевезений в розібраному вигляді з Росії і змонтований російськими фахівцями 12-20 серпня 2004 року. У ґрунт були забиті 13-метрові палі, на яких було закріплено споруду.

## Галерея

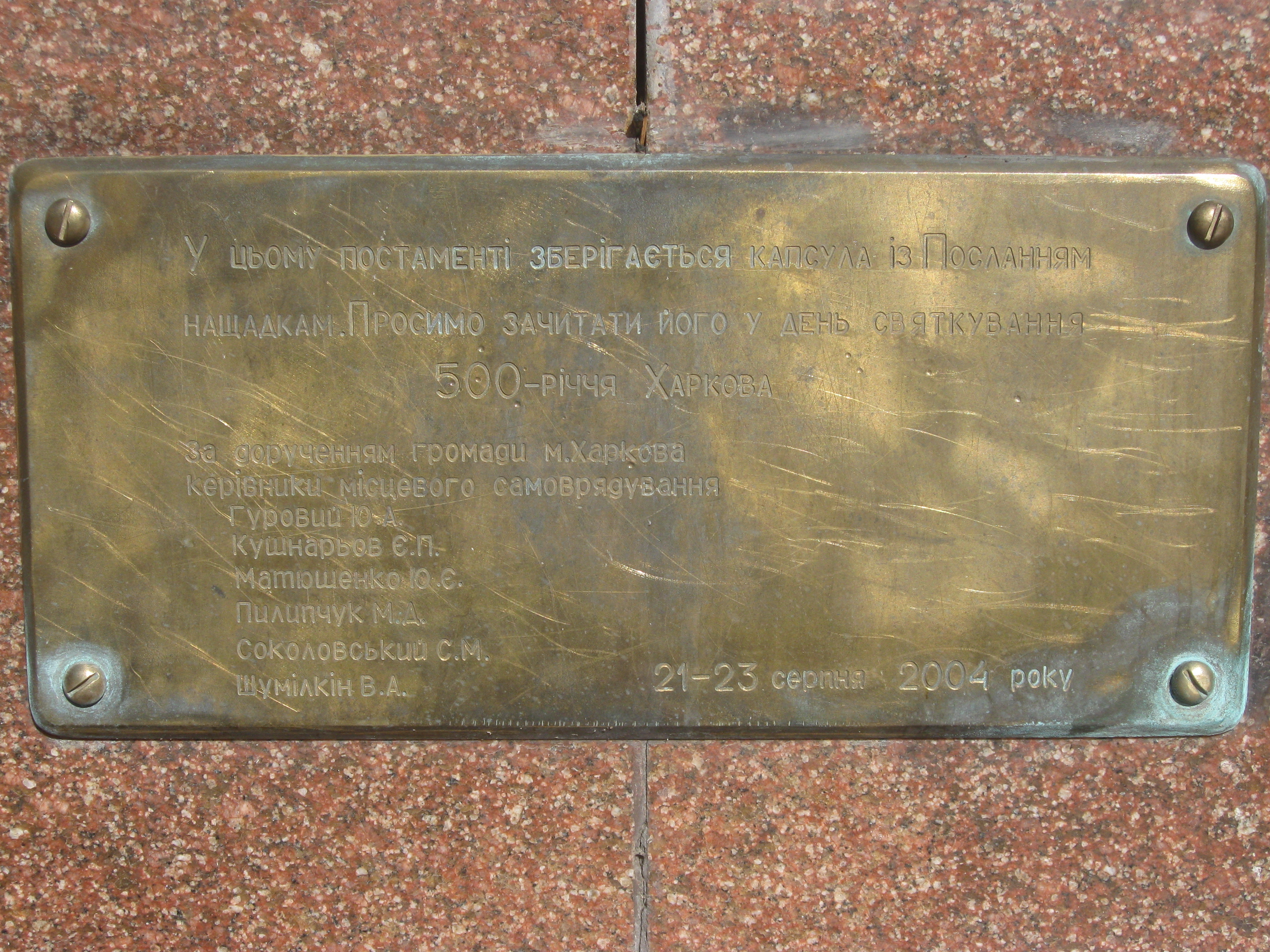
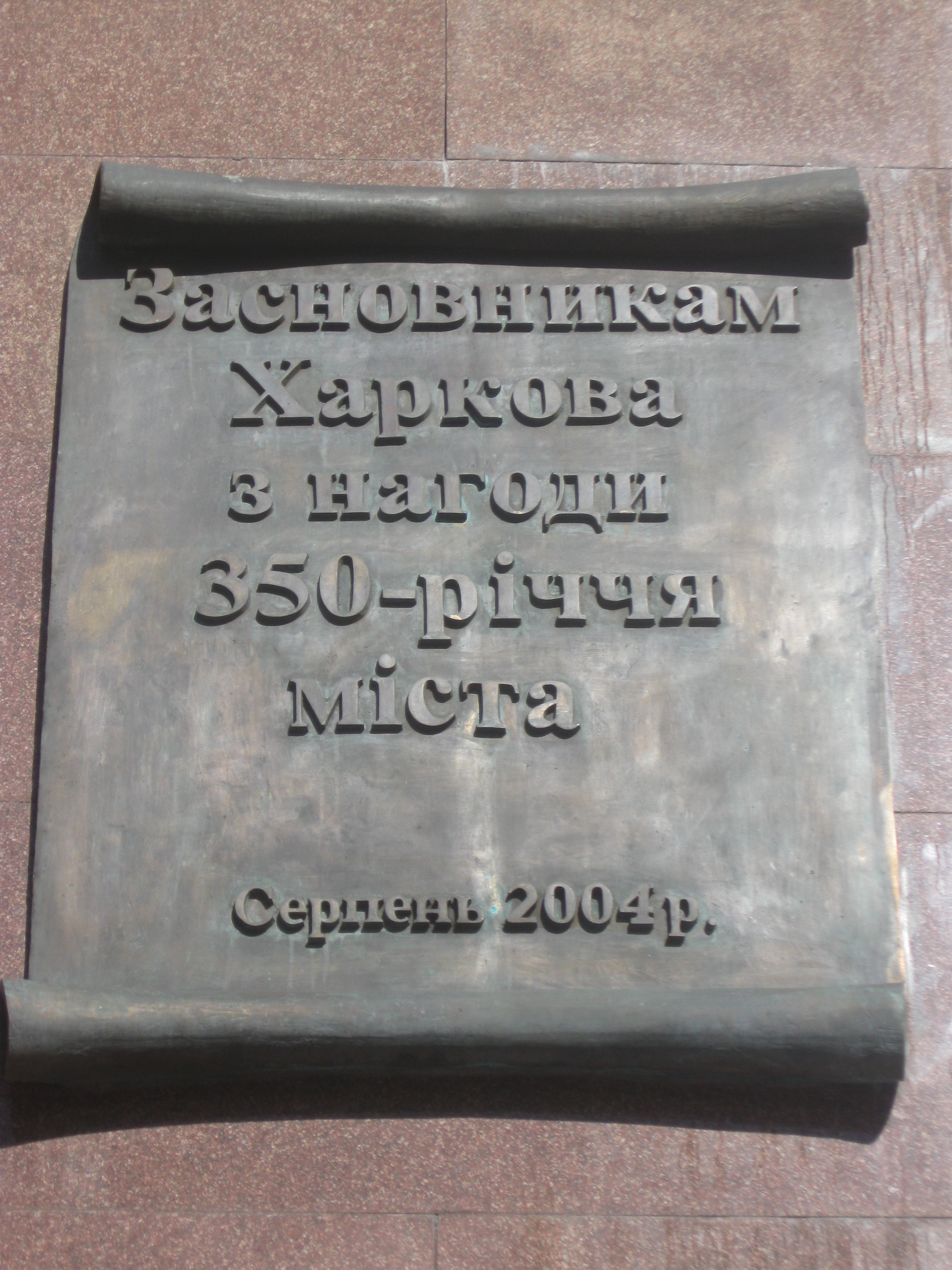